# Lopud
Lopud er en ø i Elafitiøerne i Adriaterhavet ved Kroatiens kyst. Øen ligger nordvest for Dubrovnik mellem Šipan og Koločep som er de to andre beboede øer i øgruppen. Der er kun en større bebyggelse på øen, landsbyen Lopud på den nordvestlige del af øen.
Hovederhverv er turisme, og øen er kendt for sine smukke sandstrande – specielt i bugten Šunj på øens østlige side.

## Gallery
- Havnen på Lopud
- Fransiskanerkloster
- Šunj Beach
- St. Johannes kirke på Belvedere
- Forladt hus
- Kapel
- Det spanske fort Sutvrač
- Lopuds skove set fra Sutvrač
- Lopud botanisk park
- Havnefronten

## Reflist
1. ↑  Lopud på peljar.cvs.hr hentet 20. december 2023
2. 1 2  Census of Population, Households and Dwellings 2021 (p 94) 
First Results by Settlements ISSN 1333-1876